# Raven Rockette
Pour les articles homonymes, voir Raven et Rockette.
Raven Rockette, née le 20 juin 1994 à Los Angeles, est une lutteuse de la Women's Extreme Wrestling (es) et une actrice américaine de films pornographiques.

## Biographie
Raven Rockette ne tourne que des scènes lesbiennes ou des scènes en solo.

## Récompenses
- 2014 AVN Award - Meilleure scène de sexe lesbien en groupe avec Gracie Glam et Mia Malkova pour Meow! 3

## Filmographie sélective
Film érotique
- 2016 : Submission (série télévisée) : Paige

Film pornographique
Le nom du film est suivi du nom de ses partenaires lors des scènes pornographiques.
- 2012 : Fit Fucks avec Romi Rain
- 2012 : Lesbian Stepsisters 4 avec Lexi Gray et Riley Madison
- 2013 : Lesbian Adventures: Wet Panties Trib 5 avec Riley Reid
- 2013 : Meow! 3 avec Gracie Glam et Mia Malkova
- 2014 : Girls Kissing Girls 14 avec Sinn Sage
- 2014 : Lesbian Adventures: Older Women, Younger Girls 4 avec Julia Ann
- 2015 : Destruction Of Danica Dillon avec Danica Dillon, Layla Price et Missy Martinez
- 2015 : Kittens and Cougars 9 avec Brandy Aniston
- 2016 : Girl On Girl Oil Wrestling avec Anastasia Morna
- 2016 : Lesbian Performers of the Year 2016 avec Vanessa Veracruz
- 2017 : At First Sight avec Marie McCray
- 2017 : Sweet Taste of Pussy avec April O'Neil
- 2018 : Pussy Lust avec Chloe Amour